# Tout Capable Elima
Maillots
Le TC Elima est un club de football congolais basé à Matadi. Le club évolue au sein du Linafoot.

## Histoire
Le club évolue à huit reprises en première division, en 2009, 2010, 2011, 2012, 2013, 2013-2014, 2014-2015 et enfin 2015-2016.
En juillet 2024, Jean-Claude Mavambu achète le TP Mazembe de Lukala et le fusion avec le TC Elima.

## Palmarès
LIFKOCE
- Champion (7) : 1995, 2009, 2010, 2012 (A compléter)

EUFMAT
- Champion (18) : 1950, 1951, 1952, 1953, 1954, 1955, 1959, 1960, 1964, 1967, 1968, 1970, 1971, 1973, 1975, 1977, 1995, 1996

## Personnalités historique du club

### Presidents
- 2008-2012 :  Muller Luthelo[2]
- 2012-2014 :  Zizi Senkuenda[3]
- 2024-2018 :  Léon Zabole[4]
- 2022- :  Jean-Claude Mavambu[5],[6]

### Anciens joueurs
- 2010-2011 :  Jean-Jacques Yemweni

### Entraîneurs
- ?? :  Daouda Lupemba[7]
- ?? :  Patrick Mahindu[8]
- 2011 :  Guy Roger Limolo[9]
- 2012 : Chico Mukeba
- 2013 :  Guy Roger Limolo[10]
- 2014-2015 :  Raphaël Moso[11],[12]
- 2022-2023 :  Serge Lofo[13]
- 2023-2024 :  Zico Kiadivila[14]
- 2024- :  Jean Claude[15]